# Port lotniczy Hongkong-Kai Tak
Port lotniczy Hongkong-Kai Tak (ang. Kai Tak Airport, chin. trad. 啟德機場, oficjalnie znany jako ang. Hong Kong International Airport, chin. trad. 香港國際機場; kod IATA: HKG, kod ICAO: VHHX) – dawny międzynarodowy port lotniczy w Hongkongu. Działał w latach 1925–1998, gdy został zastąpiony przez Port lotniczy Hongkong. W momencie zamknięcia miał jeden pas startowy oznaczony jako 13/31.

## Środowisko geograficzne
Lotnisko Kai Tak znajduje się na zachodniej stronie Kowloon Bay w Koulun (Hongkong). Okolica otoczona jest skalistymi górami. Mniej niż 10 km na północ i północnym wschód jest pasmo górskie osiągające wysokość 610 m. Na wschód od pasa startowego w odległości mniejszej niż 5 km są wzgórza. Bezpośrednio na południe znajduje się przystań Victoria Harbour i dalej na południe jest wyspa Hongkong ze wzgórzami do 640 m.

## Terminal

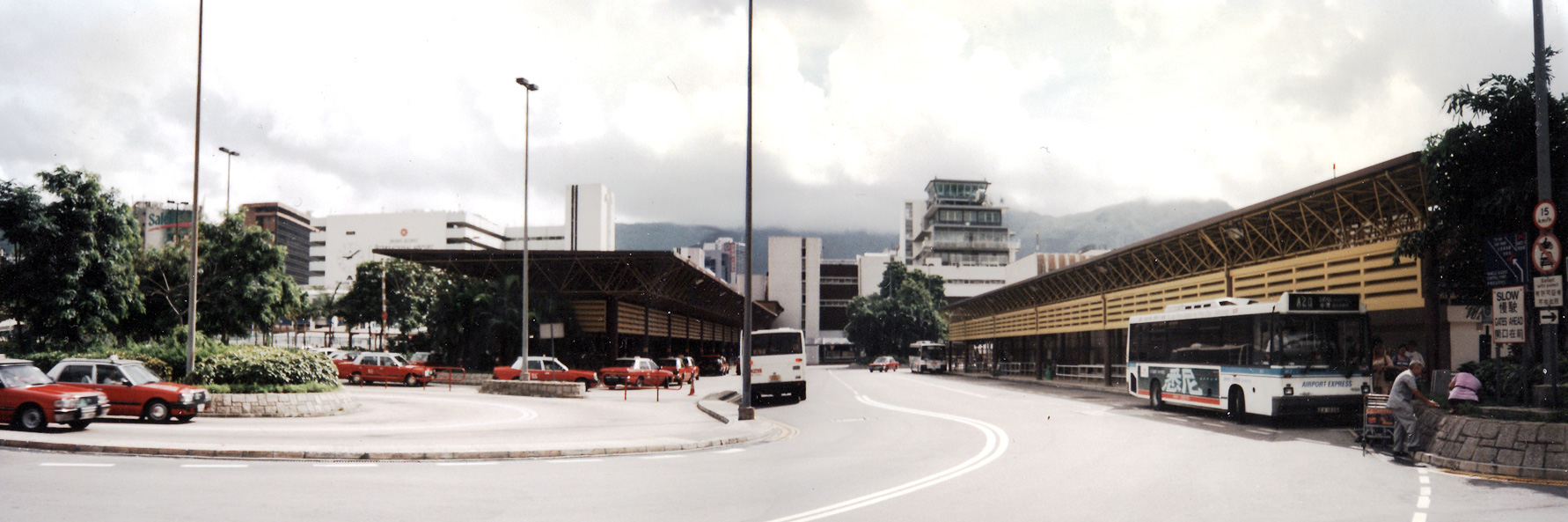
Przed wejściem na lotnisko, rok 1998

Port lotniczy Kai Tak składa się z terminalu w postaci liniowego budynku z dołączonym parkingiem z tyłu. Istniało osiem wyjść (rękawów) na stanowisko lotu z budynku terminalu.

## Drogi startowe

### Droga startowa 13

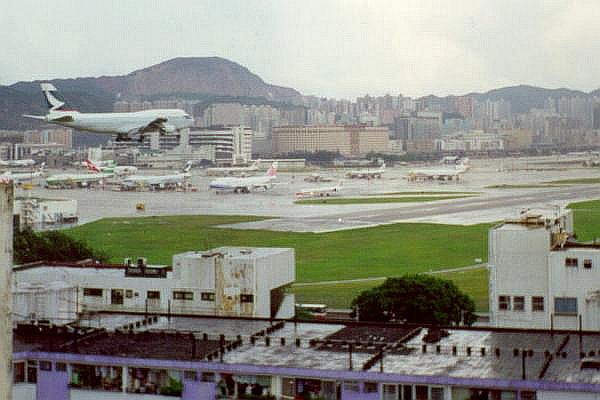
Boeing 747-400 lądujący po podejściu 13 (1998)

Plan lotniska Kai Tak przed zamknięciem w 1998

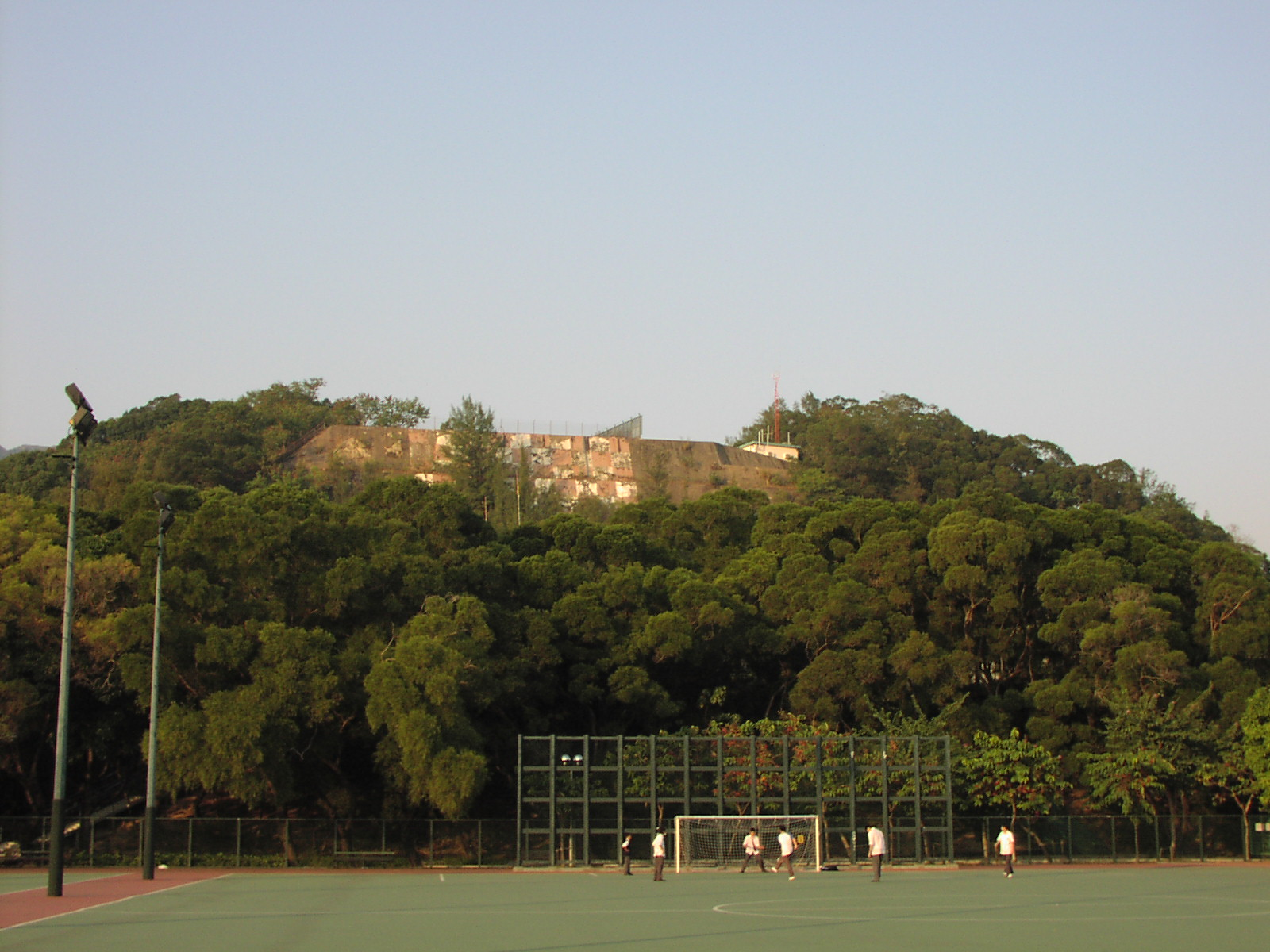
Biało-czerwona szachownica ("Checkerboard") wskazująca prawidłowe miejsce rozpoczęcia skrętu na pas startowy

Podejście do lądowania nr 13 (od strony lądu) było trudne. Aby wylądować od strony lądu, samolot podchodził do lotniska kursem na północny wschód i krótko przed lądowaniem musiał wykonać skręt w prawo o 47°, na niskiej wysokości, według punktów orientacyjnych ustawionych w terenie.
Pierwszy odcinek podejścia był kierowany przez IGS (Instrument Guidance System, tj. zmodyfikowany ILS), po wykonaniu skrętu piloci nie byli dalej wspomagani przez ten system. Dlatego podejście 13 było możliwe tylko przy dobrej widoczności. Manewr ten znany jest w środowisku pilotów jako "Hong Kong Turn" lub "Checkerboard Turn".
Podejście do lądowania nr 13 było trudne nawet przy stałym wietrze, a bardzo trudne, gdy boczne wiatry z północnego wschodu były silne i porywiste np. podczas tajfunów. Pasmo górskie na północnym wschodzie powodowało dużą zmienność siły i kierunku wiatru. Mimo trudności podejście do lądowania nr 13 było często wykorzystywane.

### Droga startowa 31
Lądowanie na pasie startowym od strony morza (podejście 31) było podejściem nie różniącym się od innych lotnisk i było wspomagane przez ILS.